# United Space Alliance
Die United Space Alliance (USA) war ein Joint-Venture der Unternehmen Boeing und Lockheed Martin zur Durchführung von US-Weltraum-Aktivitäten im Auftrag der NASA. Die Gesellschaft hatte ihren Sitz in Houston, Texas und erwirtschaftete mit ca. 10.000 Angestellten in Texas, Florida, Alabama, Washington, D.C. und Russland einen Jahresumsatz von fast zwei Milliarden US-Dollar. Die United Space Alliance war damit der Hauptindustriepartner der NASA.

## Geschichte
Mitte der 1990er Jahre war die NASA unzufrieden durch die Tatsache, dass ihre Weltraum-Aktivitäten von mehreren Subunternehmern durchgeführt wurden. Da man sich einen zentralen Ansprechpartner wünschte, reagierten Lockheed Martin und Rockwell International darauf und gründeten die United Space Alliance. Nach Übernahme der Weltraumsparte von Rockwell durch Boeing übernahm Boeing den Rockwell-Anteil.
Am 20. Dezember 2019 wurde das Unternehmen aufgelöst.